# Figures de résonances
Figures de résonances est une œuvre pour deux pianos d'Henri Dutilleux.

## Présentation
Figures de résonances est une œuvre pour deux pianos d'Henri Dutilleux constituée de quatre pièces.
Les Figures I et II, composées en août 1970, sont créées le 17 décembre 1970 à Paris, salle Gaveau, par les dédicataires de l'œuvre, Geneviève Joy — épouse de Dutilleux — et Jacqueline Robin, à l'occasion du 25e anniversaire de leur duo de piano.
La III, composée en 1972, et la IV, composée en 1976, sont créées le 29 janvier 1977 à Paris, à Radio France, par les mêmes interprètes, à l'occasion d'une journée consacrée au compositeur.
La partition des quatre Figures de résonances est publiée en 1980 par Heugel.

## Analyse
Les Figures de résonances témoignent de l'intérêt du compositeur pour la notion de résonance, déjà manifeste dans Résonances pour piano seul.
Pour Dutilleux, « ces « figures » se présentent comme un groupe de séquences plus ou moins brèves qui énoncent un certain nombre de propositions, dans un but purement acoustique ».
Concernant l'application de ce principe et à propos de l'effectif retenu, les deux pianos, Adélaïde de Place souligne — notant que « l'un se reflétant dans l'autre par le biais d'harmoniques résonnant par phénomène de sympathie » — que « les brèves figures d'un piano se trouveront ainsi entretenues par les « clusters » en harmoniques (touches blanches/touches noires avec les avant-bras) de l'autre piano (première pièce) ». La musicologue relève également que « l'écriture en miroir peut accentuer l'ambiguïté de l'écho insaisissable des blocs sonores (quatrième pièce) », jugeant que dans l'ensemble, « ces pièces, de conception formelle originale, ne dissimulent pas leur dimension orchestrale tout en échappant au cadre de simples études ».
La durée moyenne d'exécution de Figures de résonances est de sept minutes trente environ.
Dans le catalogue des œuvres du compositeur établi par le musicologue Pierre Gervasoni, le recueil porte le numéro PG 58. 
L'œuvre, interprétée plusieurs fois en concert par Dutilleux en compagnie de Geneviève Joy, est également enregistrée par le couple en 1993, pour le label Erato, et éditée pour la première fois en 1994.

## Discographie
- Dutilleux : l'œuvre pour piano, Anne Queffélec et Christian Ivaldi (pianos), Virgin Classics, 1996.
- Henri Dutilleux: The Centenary Edition, CD 6, Geneviève Joy et Henri Dutilleux (pianos), Erato 0825646047987, 2015[6].